# Euploea camaralzeman
Euploea camaralzeman är en fjärilsart som beskrevs av Butler 1866. Euploea camaralzeman ingår i släktet Euploea och familjen praktfjärilar. Inga underarter finns listade i Catalogue of Life.

## Bildgalleri

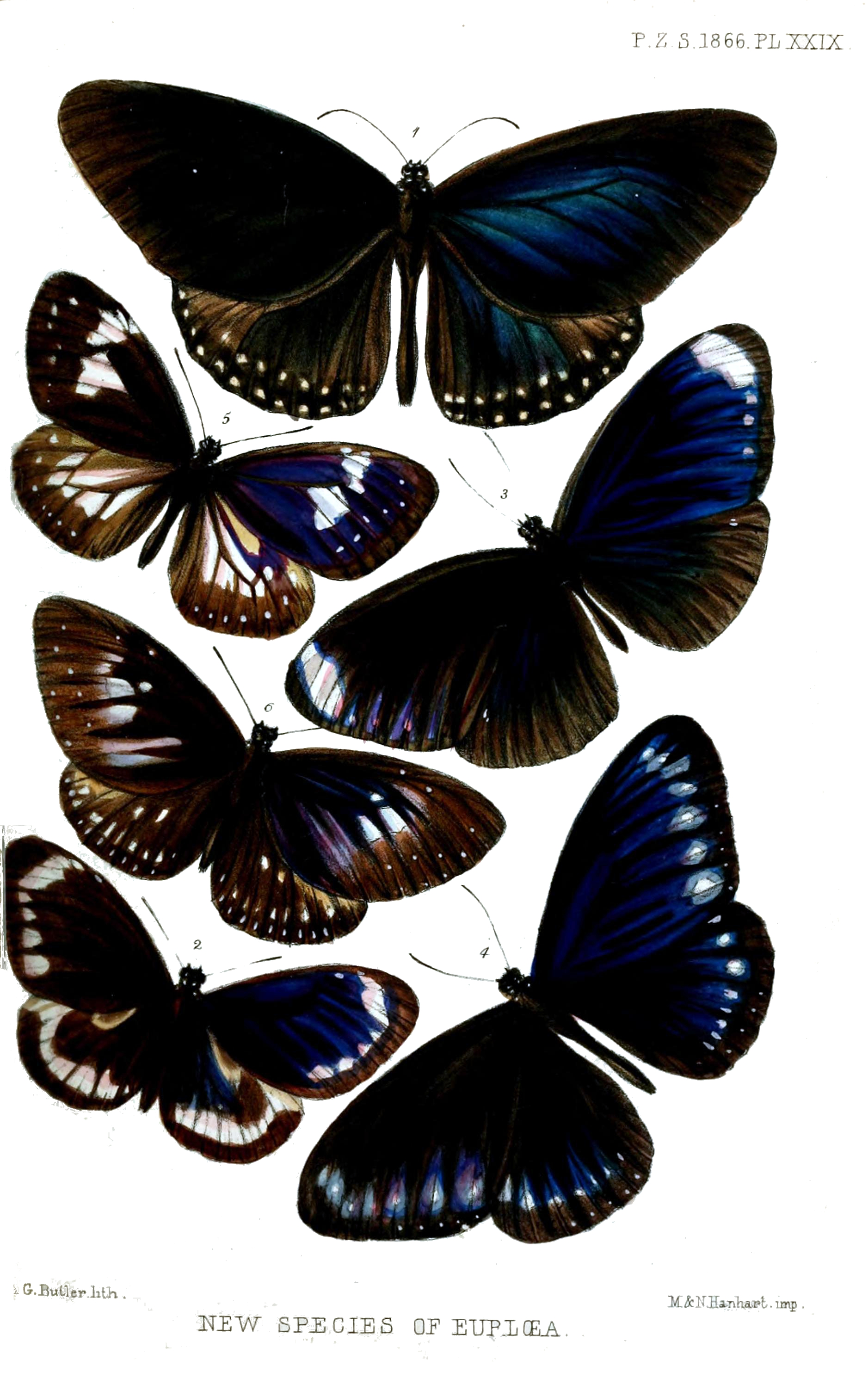
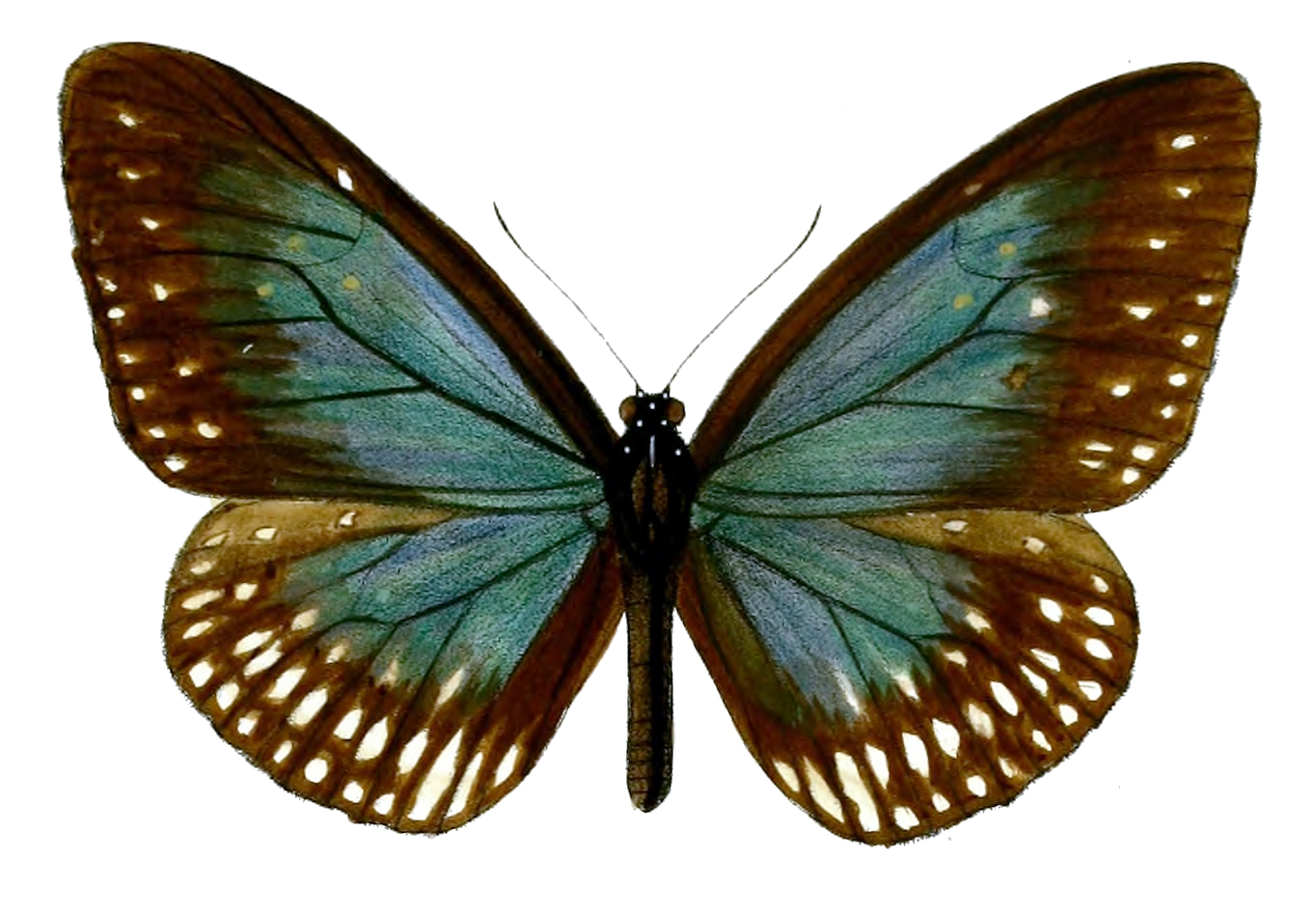
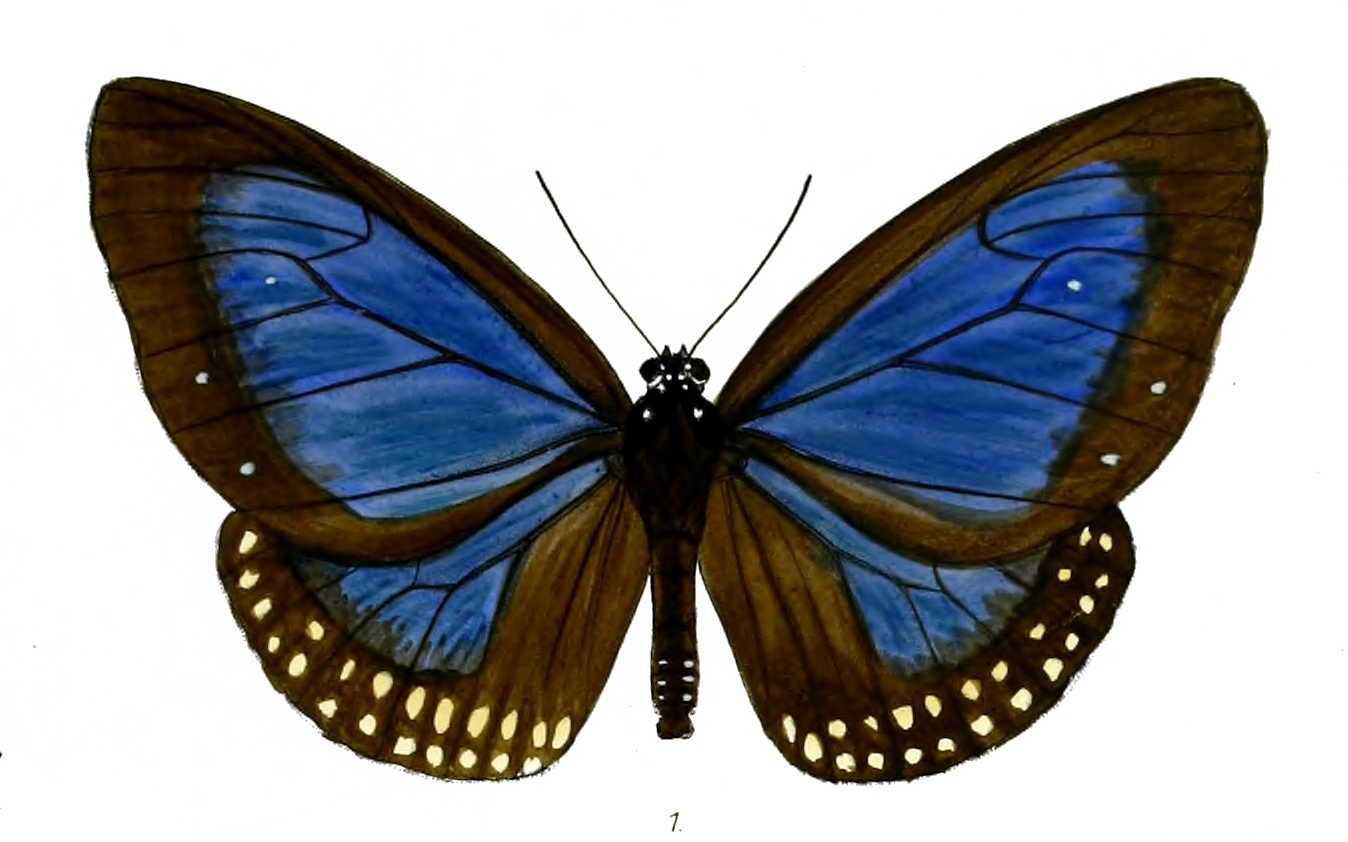